# Myson de Chénée
Myson de Chénée (en grec ancien Μύσων ὁ Χηνεύς / Músôn o Khêneús) du VIe siècle av. J.-C. D'après Sosicrate, qui cite Hermippe le Borgne, Myson est fils d'un homme appelé Strymon, tyran de sa patrie. Toutes les sources s'accordent pour dire que Myson était un fermier,. Il mourut à 97 ans.
Dans Protagoras, Platon place Myson de Chen au nombre des Sept Sages de la Grèce, à la place de Périandre. L'oracle de Delphes proclama Myson l'homme le plus sage de Grèce lorsqu'il fut consulté par Anacharsis.
De sa sagesse, Jean-Pierre Claris de Florian en a tiré une fable, Myson .